# Chromatiales
I Chromatiales detti anche purple sulfur bacteria  sono un gruppo di Proteobacteria capaci di fotosintesi. Sono anaerobi spesso presenti in sorgenti termali o in acque stagnanti. A differenza di altri organismi fotosintetici essi non utilizzano l'acqua come riducente, e quindi non producono ossigeno. Invece dell'acqua utilizzano l'idrogeno solforato, che viene ossidato per la produzione di granuli di zolfo, che a sua volta può essere ossidato per formare acido solforico. Essi sono suddivisi in due famiglie, i Chromatiaceae e Ectothiorhodospiraceae, esse producono rispettivamente granuli di zolfo al proprio interno o all'esterno e si differenziano per differenze nella struttura delle membrane interne. Questi organismi sono generalmente presenti in zone anossiche con presenza di luce, in laghi dove vi è un accumulo di acido solfidrico. La presenza di idrogeno solforato attiva la fioritura di colore viola di questi batteri. 
I laghi più favorevoli per lo sviluppo di questi batteri sono meromitici con una stratificazione permanente delle loro acque. Questa stratificazione avviene perché le acque profonde sono più pesanti per una elevata presenza di sali, mentre quelle superficiali sono meno dense e dolci. Il lago di Cadagno è uno degli specchi d'acqua più studiati per la presenza di queste condizioni.